# Garralda
Garralda és un municipi de Navarra, a la comarca d'Auñamendi, dins la merindad de Sangüesa. Limita amb els municipis d'Auritz, Aria, Aribe i
Olaldea

## Demografia
| Evolució demogràfica                                | Evolució demogràfica | Evolució demogràfica | Evolució demogràfica | Evolució demogràfica | Evolució demogràfica | Evolució demogràfica | Evolució demogràfica | Evolució demogràfica | Evolució demogràfica | Evolució demogràfica |
| 1996                                                | 1998                 | 1999                 | 2000                 | 2001                 | 2002                 | 2003                 | 2004                 | 2005                 | 2006                 | 2007                 |
| --------------------------------------------------- | -------------------- | -------------------- | -------------------- | -------------------- | -------------------- | -------------------- | -------------------- | -------------------- | -------------------- | -------------------- |
| 227                                                 | 219                  | 213                  | 209                  | 200                  | 204                  | 201                  | 195                  | 193                  | 195                  | 201                  |
| Fonts: Garralda i Institut d'Estadística de Navarra |                      |                      |                      |                      |                      |                      |                      |                      |                      |                      |

## Personatges il·lustres
- Juan Carlos Etxegoien, Xamar (1956): escriptor en basc.